# Staphylinochrous ruficilia
Staphylinochrous ruficilia là một loài bướm đêm thuộc họ Anomoeotidae. Loài này có ở Cameroon.